# Comté de McIntosh (Oklahoma)
Pour les articles homonymes, voir Comté de McIntosh.
Le comté de McIntosh est un comté situé dans l'État de l'Oklahoma aux États-Unis. Le siège du comté est Eufaula. Selon le recensement de 2000, sa population est de 19 456 habitants.

## Comtés adjacents
- Comté de Muskogee (nord-est)
- Comté de Haskell (sud-est)
- Comté de Pittsburg (sud)
- Comté de Hughes (sud-ouest)
- Comté d'Okfuskee (ouest)
- Comté d'Okmulgee (nord-ouest)

## Principales villes
- Checotah
- Duchess Landing
- Eufaula
- Hanna
- Hitchita
- Rentiesville
- Shady Grove
- Stidham
- Texanna